# Valentin Prahnițchi
Valentin Prahnițchi a fost un politician moldovean, ales în Sfatul Țării. 

## Sfatul Țării
Valentin Prahnițchi, de naționalitate moldovean, a fost ofițer de marină, fiind ales în Sfatul Țării din ținutul Akkerman.
Prahnițchi s-a opus vehement intervenției Armatei Române în Basarabia. Sub acuzația de propagandă bolșevică, a fost executat de trupele române, la ordinele generalului Ernest Broșteanu.